# Michaił Anikiejeu
Michaił Michajławicz Anikiejeu (biał. Міхаіл Міхайлавіч Анікееў, ros. Михаил Михайлович Аникеев, Michaił Michajłowicz Anikiejew; ur. 23 maja 1949 w Nikolsku w rejonie drybińskim lub w Nikolsku w rejonie horeckim) – białoruski agronom, kołchoźnik i polityk, deputowany do Rady Najwyższej Białoruskiej SRR XI kadencji i Rady Najwyższej Republiki Białorusi XIII kadencji, w latach 1996–2004 deputowany do Izby Reprezentantów Zgromadzenia Narodowego Republiki Białorusi I i II kadencji; kandydat nauk rolniczych (odpowiednik polskiego stopnia doktora), docent.

## Życiorys

### Młodość i praca
Urodził się 23 maja 1949 roku we wsi Nikolsk, w rejonie drybińskim (według innego źródła – we wsi Nikolsk, w rejonie horeckim) obwodu mohylewskiego Białoruskiej SRR, ZSRR. W 1979 roku ukończył Białoruską Państwową Akademię Gospodarstwa Wiejskiego (BPAGW), uzyskując wykształcenie agronoma. W 1989 roku na tej samej uczelni zdobył stopień kandydata nauk rolniczych (odpowiednik polskiego stopnia doktora). Temat jego dysertacji kandydackiej brzmiał: Opracowanie podstawowych elementów intensywnej technologii uprawy kukurydzy na glebach darniowo-bielicowych i piaszczysto-gliniastych w warunkach północno-wschodniej części Białoruskiej SRR. W latach 1966–1968 pracował jako robotnik w sowchozie „Drybinskij” i listonosz. W latach 1968–1970 odbywał służbę wojskową w szeregach Sił Zbrojnych ZSRR. W latach 1970–1977 pracował jako kierownik fermy, brygadzista w sowchozie „Drybinskij”. W latach 1977–1986 był głównym agronomem w sowchozie „Kopcewskij”, dyrektorem sowchozu „Goreckij”. W latach 1986–1987 pełnił funkcję przewodniczącego Horeckiego Rejonowego Komitetu Wykonawczego. W latach 1987–1991 pracował jako I sekretarz Osipowickiego Komitetu Miejskiego Komunistycznej Partii Białorusi. Od 1991 roku był docentem w Katedrze Hodowli Roślin BPAGW. Był członkiem Partii Komunistów Białoruskiej.

### Działalność w Radzie Najwyższej
Michaił Anikiejeu był deputowanym do Rady Najwyższej Białoruskiej SRR XI kadencji. W drugiej turze wyborów parlamentarnych 28 maja 1995 roku został wybrany na deputowanego do Rady Najwyższej Republiki Białorusi XIII kadencji z Drybińskiego Okręgu Wyborczego Nr 165. 9 stycznia 1996 roku został zaprzysiężony na deputowanego. Od 23 stycznia pełnił w Radzie Najwyższej funkcję członka Stałej Komisji ds. Międzynarodowych. Należał do frakcji komunistów. Od 3 czerwca był członkiem grupy roboczej Rady Najwyższej ds. współpracy z parlamentem Republiki Francuskiej.

### Działalność w Izbie Reprezentantów
Michaił Anikiejeu poparł dokonaną przez prezydenta Alaksandra Łukaszenkę kontrowersyjną i częściowo nieuznaną międzynarodowo zmianę konstytucji. 27 listopada 1996 roku przestał uczestniczyć w pracach Rady Najwyższej i wszedł w skład utworzonej przez prezydenta Izby Reprezentantów Zgromadzenia Narodowego Republiki Białorusi I kadencji. Pełnił w niej funkcję członka Komisji Praw Człowieka i Stosunków Narodowościowych. Zgodnie z Konstytucją Białorusi z 1994 roku jego mandat deputowanego do Rady Najwyższej formalnie zakończył się 9 stycznia 2001 roku; kolejne wybory do tego organu jednak nigdy się nie odbyły.
21 listopada 2000 roku został deputowanym do Izby Reprezentantów II kadencji z Horeckiego Okręgu Wyborczego Nr 67. Pełnił w niej funkcję członka Stałej Komisji ds. Praw Człowieka, Stosunków Narodowościowych i Środków Masowego Przekazu. Wchodził w skład zjednoczenia deputackiego „Za Związek Ukrainy, Białorusi i Rosji” oraz grup deputackich „Jedność” i „Deputowany Ludowy”. Był także deputowanym do Zgromadzenia Parlamentarnego Związku Białorusi i Rosji. Pełnił w nim funkcję członka Komisji ds. Ekologii, Eksploatacji Przyrody i Likwidacji Następstw Awarii. Jego kadencja w Izbie Reprezentantów zakończyła się 16 listopada 2004 roku.
Michaił Anikiejeu był jednym z kilku członków Komunistycznej Partii Białorusi zasiadających w Izbie Reprezentantów.

## Odznaczenia
- Order „Znak Honoru” (ZSRR)[1];

trzy medale, w tym:
- Medal „Za pracowniczą dzielność” (ZSRR);
- Medal za Ofiarność w Wojsku (ZSRR)[1][a];
- Gramota Pochwalna Zgromadzenia Narodowego Republiki Białorusi[2].

## Życie prywatne
Michaił Anikiejeu jest żonaty, ma dwie córki i syna. W 1995 roku mieszkał w Horkach.